# 耶扎菲
耶扎菲（波斯語：‎，拉丁转写：Izāfa、ezāfé、eżāfa、İzafet、Izafat、Izofa）（意为“附加、补充”）， 是一种波斯语的语法术语，表示用来连接两个词或词组的不带重音的小品词-e/-ye（kasra-ye eżāfa “小品词耶扎菲”，就如它本身亦使用了耶扎菲）。大致相当于英语的介词of。由于使用的文字不同，在波斯语的阿拉伯体系文字中一般并不写出 然而塔吉克语的西里尔文字中却写出。

## 例子
耶扎菲一般的使用方法如下：
- 表所有格：
  - bærādær-e Mæryæm 玛利亚姆的兄弟
  - 亦可接代词：bærādær-e mæn 我的兄弟（但是一般说成：barādar-am）
- 形容词-名词：
  - bærādær-e bozorg 哥哥（直译：大的兄弟，the big brother）
- 名+姓：
  - mohæmmæd-e mosæddegh 穆罕默德·摩萨台
  - āghā-ye mosæddegh  摩萨台先生

## 參閱
- 波斯語拉丁化